# Bror Lindh

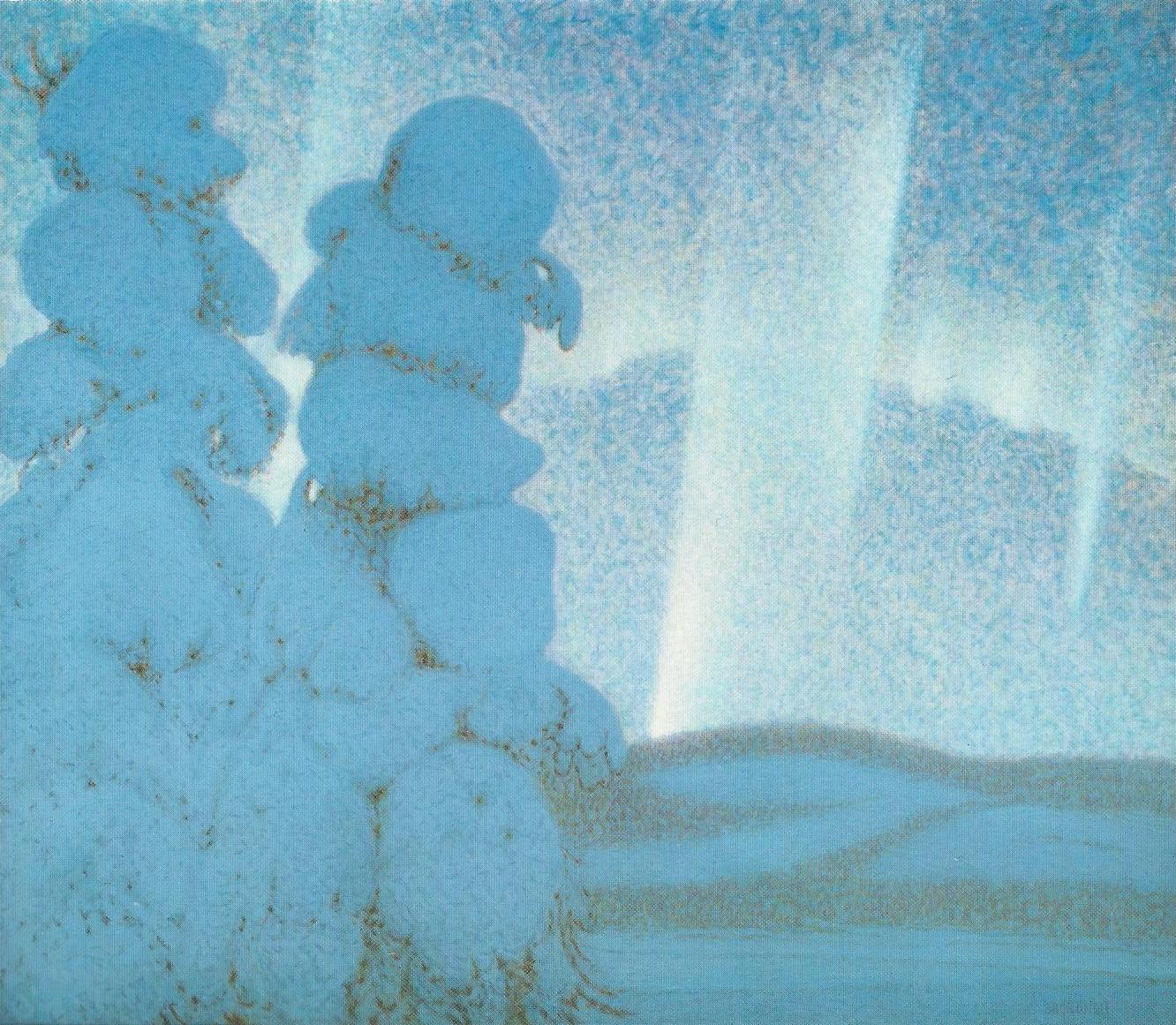
Nordlicht, 1900

Bror Lindh (* 19. Juli 1877 in Frykerud; † 6. Februar 1941 in Hynboholm) war ein schwedischer Maler.
Bror Lindh wurde 1877 als Sohn eines Berufs- und  Dekorationsmalers geboren. Er lernte bei seinem Vater und kam Ende des Jahrhunderts in Kontakt mit der Familie Fjæstad. Angeregt durch Gustaf  Fjæstad bewarb er sich um einen Platz an der Schule des schwedischen Konstnärsförbundet, an der 1899 angenommen wurde. Doch widmete er sich mehr dem fröhlichen Studentenleben als der Malerei, und nach einer unglücklichen Liebesgeschichte kehrte er nach Värmland zurück. Dort setzte er seine Ausbildung unter der Anleitung von Gustaf  Fjæstad fort und wurde Mitglied der Künstlerkolonie Rackengruppen. Er teilte Fjæstads Begeisterung für schneebedeckte Landschaften, entwickelte aber einen eigenen Stil mit einer lyrisch-romantischen Farbskala. Besonders inspiriert wurde er vom Mond- bzw. Nordlichthimmel und deren besondere Lichtverhältnisse.
In den 1920er Jahren zog er sich immer mehr zurück und lebte isoliert bis zu seinem Tod 1941.